# ルー・フィン・チャウ
ルー・フィン・チャウ（劉瓊珠、Lưu Huỳnh Châu、1966年3月23日 - ）は中国系ベトナム人の難民として日本に来た元アイドル歌手。本名は劉琼珠。ベトナム共和国（南ベトナム）サイゴン市（現ホーチミン市）出身。

## 経歴
父はサイゴンでは有名なクラブ『マキシム』のショーを演出しており、母親はその舞踏団のメンバーで女優であった。子供の頃からその稽古などを見て育ち、父の制作した映画に子役として出演したこともあった。
9歳の頃に、母だけが舞踏団の日本公演のため、先に日本に行ったところ、サイゴンがベトナム民主共和国（北ベトナム）によって陥落して帰国不可能になり、それから4年以上の長きにわたり母との断絶を余儀なくされた。その後、統一されたベトナムでは中国系ベトナム人への弾圧が始まり、13歳で父や弟と共にボートピープルとして国を脱出。途中、タイの海賊に2度も襲われ、金品などを奪われるという経験もする。マレーシアのクアラルンプールの難民キャンプに落ち着き、日本の調査団が来て日本への受け入れを希望する。1979年8月、難民第一号ということで報道関係者が多数つめかける中、成田空港で1975年4月以来、4年4カ月ぶりに母と再会した。
日本語ができないため、2学年下の座間市立相模が丘小学校の5年に入学。日本語習得のため一時期、神奈川県大和市に開設された大和定住促進センターへ入所する。他に日本の少女漫画を読んだり、演劇部に入ったりして語学力に磨きをかけた。テレビで山口百恵主演の映画『絶唱』を観て、山口百恵のような歌手になることを決意する。
1981年5月、定住難民へのチャリティーショーがあり、アグネス・チャンがきて広東語で会話をする。12月、『スター誕生!』（日本テレビ）へ応募の手紙を出し、翌年3月3日、後楽園ホールでベトナムの民族衣装の深紅のアオザイを着て山口百恵の『いい日旅立ち』を歌って予選通過、テレビの収録も行われる。決戦大会までの3ヵ月間、日本テレビ音楽学院で歌のレッスンを受ける。7月14日、第42回決戦大会で第73代グランドチャンピオンとなり、ポリスターからデビューすることが決まる。
1982年12月24日に谷村新司作詞・作曲の『スター誕生』でデビュー。曲はマスコミで「ベトナム難民が歌手へ」と話題になりオリコン最高72位、売上1.7万枚。低く太いハスキーな声での歌い方が特徴。「いつか百恵さんのような歌手になりたい。」と誓ったことを、谷村新司がストーリー性のある歌詞にしメロディーをつけ、全面プロデュースもするという完全なバックアップ体制を採って支援。谷村は自分のラジオ番組でも頻繁にこの歌を流して、彼女を褒め称えた。テレビではドキュメンタリー番組も放映され、手記（『難民少女チャウの出発(たびだち)』三宅直子著 1983年 近代映画社）なども出版される。
1983年1月17日、夜のヒットスタジオに出演、『スター誕生』を歌う。2月12日には日本青年館で初コンサートを行う。しかしその年の12月に引退。その後、ロサンゼルスに移住。結婚してベトナム人が多く居住するリトルサイゴンに住み、ベトナム人の集まるクラブで時々歌っているという。
2016年6月22日、全発売音源ベストCD『スター誕生+2 コンプリート・コレクション』が発売された。

## ディスコグラフィ
シングル
- スター誕生（1982年12月24日、ポリスター）
c/w　燃ゆる瞳
- 愛をとどけて（1983年、ポリスター）
c/w　浜百合のシルエット
- 北物語（1983年、ポリスター）
c/w　愛のプレリュード

アルバム
- スター誕生（1983年、ポリスター）
  - A面

  1. 愛をとどけて
  2. ありふれた黄昏の街にて
  3. 愛のプレリュード
  4. もしも神様がいるのなら
  5. 秋止符

  - B面

  1. いい日旅立ち
  2. 浜百合のシルエット
  3. イニシャルM.K
  4. 紙舟
  5. スター誕生
- スター誕生+2 コンプリート・コレクション （2016年、ウルトラファイヴ）
  1. 愛をとどけて
  2. ありふれた黄昏の街にて
  3. 愛のプレリュード
  4. もしも神様がいるのなら
  5. 秋止符
  6. いい日旅立ち
  7. 浜百合のシルエット
  8. イニシャルM.K
  9. 紙舟
  10. スター誕生
  11. 燃ゆる瞳
  12. 北物語